# Medal of Honor: Pacific Assault
Medal of Honor: Pacific Assault (укр. «Медаль за відвагу: Тихоокеанський штурм») — відеогра, розроблена компаніями EA Los Angeles і TKO Software і видана Electronic Arts в 2004 році.
Сьома гра в серії «Medal of Honor».

## Сюжет
Дія гри відбувається за часів Другої світової війни на Тихоокеанському фронті. Гравець виступає в ролі рядового, а згодом капрала Томаса Конліна (англ. Thomas Conlin) з Корпусу морської піхоти США .
Тарава початок історії:
Спочатку Рядовому Конліну належить брати участь в Битві за Тарава, де він після невеликої перестрілки під пірсом, падає на землю від кулі, що потрапила в нього. Після цього дія сюжету переноситься приблизно на 3 роки тому. У цей час Конлін згадує як він проходив навчальний табір, познайомився з його вірними друзями з якими він пройде всю війну.
Перл-Гарбор:
Після навчального табору, Томаса Конліна 7 грудня 1941 у складі Морський Піхоти США направляють в Перл-Гарбор. Проїжджаючи через блокпост Перл-Гарбора, капітан-лейтенант Морського Флоту розповідає про велич цієї бази, по дорозі спілкуючись з іншими товаришами по службі. Але через деякий час над вашою головою проносяться японські винищувачі, які починають бомбити базу — почався напад на Перл-Гарбор. Капітан-лейтенант веде машину до аеропорту, але раптом трапляється аварія і машина ламається.
Озброївшись автоматом Томпсона, Конлін разом зі своїм офіцером пробирається до човна, який чекає біля пристані. По дорозі можна знищувати літаки і допомагати медикам переносити поранених. Добігши до пристані, супутник рядового рано визирає з-за укриття і гине від кулеметної черги літака, тим часом Конлін, рятуючись, сідає на човен і допомагає морякам відбитися від нальоту японських винищувачів.
Човен підпливає до корабля «Північна Кароліна», Моряки на човні дають вам завдання — допомогти тим товаришам на кораблі, хто вижив, зупинити затоплення.
Наступний рівень ведеться на кораблі. Конлін, керований гравцем, допомагає морякам усувати протікання, закривати труби, рятувати поранених і пробравшись через все це ви виходите назовні корабля. Піднявшись нагору ви помічаєте льотчика який просить кого-небудь прикрити його до літака, що стоїть на кормі корабля. Але під час пробіжки він гине від вибуху літака. Обійшовши корму корабля, рядовий бачить зенітки, що стріляють по японській авіації. Ставши за станковий кулемет, він допомагає морякам захистити крейсер «Невада», який несподівано рушив з місця. Відбивши атаку на Неваду, в Північну Кароліну врізається підбитий літак, який знищує кулемет Конліна. Але в цей самий момент вбивають навідника корабельної зенітки і Конліна просять зайняти місце загиблого. Зайнявши місце навідника, рядовий продовжує відбивати атаки японських винищувачів. 
Рейд на атол Макін:
Після атаки Японської імперії на Перл-Харбор минуло 8 місяців. Колін пише листа своєму батькові, де розповідає, що він знову на фронті. Також він згадує про те, що йому дали 30 днів відпустки та 90 днів на перепідготовку. Томас повідомляє, що його перевели до 2-го диверсійного батальйону, і вони готують невеликий рейд на маленький острів для підготовки плацдарму.
Є і приємна новина — до його батальйону приєдналися троє старих друзів з табору підготовки: Френк Мінозо, Вільям "Віллі" Гейнс та Джимі Саліван. Томас розповідає про їхню військову кампанію в Батаані та Ост-Індії, а також про хлопців загалом.
Після цього ми пливемо на човні до берега. Після висадки проводять короткий інструктаж, пояснюють наше завдання та ділять наш загін на два відділення. Наш загін очолює Френк Мінозо. Пройшовши 70 метрів від точки висадки, ми бачимо обіцяний літак-розвідник, але японське ППО збиває його. Несподівано наш загін натрапляє на японський патруль, і розпочинається стрілецький бій. Пройшовши далі, ми одразу помічаємо ще один японський загін у лісі, також розбираємося з ним та доповідаємо про ситуацію першому відділенню.
Після того, як наше відділення виходить з лісу, один із солдатів випадково падає, що призводить до пострілу. Цей постріл видає нашу присутність. Ще один солдат починає сміятися з цієї ситуації, але японський снайпер вбиває його. Після цього ми знешкоджуємо японських снайперів та кілька відділень японської піхоти.
Далі ми натикаємося на японську зенітну гармату Тип-96. Японці говорять про наближення підкріплення. Наше відділення організовує напад з двох боків і знищує японців, їхню зенітну гармату та підкріплення, яке прибуває на машинах. Після цього ми продовжуємо рух і ліквідуємо інші відділення японських солдатів.
Згодом ми зустрічаємося з другим відділенням, об'єднуємо сили та знешкоджуємо японські кулемети й солдатів. Продовжуючи рух, ми натрапляємо на невелике поселення, яке виявляється зовсім безлюдним. Однак світло від багать і ламп насторожує нас. Зайшовши в поселення, із забитих дошками вікон вибиваються японські солдати й відкривають вогонь. Нам доводиться відбиватися та ліквідувати цей напад.
Після цього ми рухаємося далі й прориваємося через японську оборону на вершині. Там знаходиться наша головна ціль — радіовежа. Ми пробиваємося крізь кулеметний вогонь і постріли гвинтівок. Крім основного завдання, у нас є два прихованих: сісти за зенітку та збити літаки, а також знищити радіовежу до початку японської контратаки.
У будь-якому разі нам доведеться відбивати атаку японців. Після контратаки нас знову розділяють на два відділення. Одне відділення пробиває шлях до евакуації, а наше має знищити склад із паливом, який належить японцям.
Згодом, уже на світанку, наше мале відділення з чотирьох бійців рухається дорогою до складу з горючим. По дорозі нам часто трапляються японські патрулі — на легкових машинах, великих вантажівках або просто піші загони. Ми також стикаємося з їхніми опорними пунктами та окопами.
Деяких японських солдатів можна підслухати. Вони обговорюють різні речі: хтось згадує про гру в шашки, запитуючи, чи грав солдат із тим чи іншим товаришем, інший хвалиться, що добре грає. Деякі говорять про можливі обстріли американського флоту, а хтось у відповідь зауважує, що це, мабуть, просто грім, адже їх неможливо побачити.
Ми рухаємося далі та натикаємося на невелику базу японців. Швидко розправляємося з противником і продовжуємо шлях. Несподівано в нашу сторону висувається японське відділення, але ми також його знищуємо. Перестрибнувши через повалене велике дерево, просуваємося далі до складу з паливом.
Настає світанок, і наш рух зупиняє велика перешкода — паркан із колючим дротом та дерев’яні загородження. Командир відділення, Френк Мінозо, наказує зберегти вибухівку та знайти інший шлях. Ми виконуємо наказ і натрапляємо на невеликий спостережний пункт японців. Там є вежа з кулеметом, і нам наказують спробувати дістатися до нього будь-яким способом. Незалежно від нашого вибору, результат буде один — ми знищуємо японців. Однак один із них може втекти та повідомити інші загони про нашу присутність, що позбавить нас ефекту несподіванки.
Далі натикаємося на ще один спостережний пункт, де також швидко розправляємося з ворогом. Тут є два приховані завдання: якщо підірвати бочку з паливом біля японського літака, він вибухне; друге завдання — знайти секретну карту в одному з будинків японців.
Ми рухаємося далі й опиняємося перед великою японською базою, добре укріпленою кулеметами та великою кількістю солдатів. Після запеклого бою нам вдається зачистити базу. Далі сідаємо в японську вантажівку — за кермом Джимі Саліван. Пробиваючи загорожу, вириваємося вперед, але нас починають переслідувати японські танки, автомобілі та піхота. Ми прориваємося крізь оборону противника, долаємо ще один паркан і нарешті дістаємося до складу з паливом.
Ми вистрибуємо з машини на ходу — вона врізається у велику цистерну з бензином і вибухає. Однак залишаються ще сили противника, з якими доводиться розправитися. Нам заважає і ворожий танк, який можна знищити, хоча це необов’язково. А ось що є обов’язковим — це підірвати весь склад із паливом. Виконавши завдання, ми зв’язуємося з другим відділенням. Нам ставлять нову задачу — знайти та врятувати пілота зі збитого розвідувального літака.
Наступна місія починається з того, що наш загін, перебуваючи на вершині, спостерігає за великою базою японців. Там розташовані вежі з кулеметниками, танк Ха-Ґо та численні солдати. Одні займаються тренуванням, відпрацьовуючи удари з товаришами, інші виїжджають із бази на вантажівках, а дехто просто відпочиває.
Якщо надто довго спостерігати за базою та не спускатися вниз, до нас наблизиться японське патрульне відділення, підніметься тривога, і доведеться вступити в бій у невигідних умовах. Тому необхідно швидко зачистити базу та знищити танк будь-яким із трьох способів(підірвати бочки з паливом,використати вибухівку,закласти бомбу).
Після цього наш загін просувається далі, знищуючи японські кулеметні вежі, їхні окопи та навіть невеликі бази з танками та паливними складами.
Невдовзі ми виходимо на велику галявину, яка охоплена полум’ям. Саме там знаходиться наш пілот. Його необхідно якнайшвидше евакуювати та передати медику для надання першої допомоги. Якщо зволікати, літак вибухне, і шансів врятувати пілота вже не буде.
Закінчивши цю частину місії врятувавши пілота від загибелі, наш загін має захищати медика та пілота, поки той не отримає необхідну допомогу. Після цього запускається кат-сцена, у якій ми залишаємо палаючу галявину. У фінальному кадрі з’являються японські солдати, які починають нас розшукувати.
Остання місія на атолі Макін починається з того, що наше відділення об’єднується з другим. Ми перебуваємо на пляжі, очікуючи підводний човен для евакуації. Солдати між собою обговорюють події, явно втомлені та прагнучи якнайшвидшого завершення цієї битви.
Раптово небо розривають грім, блискавки, починається сильний дощ. Френк Мінозо з іронією промовляє:
— Прекрасно… Ну, а після цього що?
Та майже одразу починається мінометний обстріл і атака японців. Ми відбиваємо першу хвилю ворога, проте слідом знову накриває мінометний обстріл. Френк віддає наказ:
— Всі з берега!
Деякі солдати кричать, що міномети нас розірвуть, проте іншого виходу немає — ми прориваємося в ліс і вже там продовжуємо бій із японцями. Наше головне завдання — знищити три мінометні позиції ворога. Виконавши його, ми нарешті сідаємо в човни, щоб залишити острів.
Проте в останній момент ми помічаємо, що серед нас немає нашого друга, Вільяма "Віллі" Гейнса. Френк Мінозо наказує знайти його. Нам вдається його знайти, але він поранений. Ми беремо його на спину, продовжуючи відстрілюватися від японців. Зрештою, нам вдається вибратися з бою та відпливти від берега, ведучи вогонь по ворогах.
Як раптом у небі з’являються японські літаки. Френк передає нам свій автомат BAR, і ми починаємо відстрілюватися, намагаючись збити ворожі Zero. Діставшись до підводного човна, сідаємо за кулемет і знову вступаємо в бій, адже літаки починають скидати торпеди. Якщо діяти швидко, їх можна знищити ще до скидання, або ж доведеться збивати після.
Коли останній літак падає в океан, починається кат-сцена: виснажені, але живі солдати радіють, що все нарешті закінчилося…
Битва за Гуадалканал:
Після успішної операції на острові Макін батальйон Томаса перекидають на Гуадалканал. Завдяки своїм бойовим заслугам Френк Мінозо отримує підвищення до сержанта. Наша нова задача – дістатися до аеродрому Хендерсон і провести розвідку околиць.
Територія все ще залишається спірною – японські війська не відступили повністю, і кожен крок може стати смертельною пасткою. Просуваючись крізь густі джунглі, ми натикаємось на невеличке село, зайняте японськими військами. Починається запеклий бій. Ми зачищаємо будівлі, закидаємо гранатами укріплення та ліквідуємо кулеметні точки ворога.
Після бою ми знаходимо карту японців – приховане завдання для тих, хто хоче отримати більше інформації про ворожі позиції. Забравши її, вирушаємо до аеродрому.
На підході до Хендерсона нас зустрічає військовий вантажівка. Водій кидає швидкий погляд на нас і запитує:
— Хто тут сержант Френк Мінозо?
Коли Френк відповідає, водій киває і каже:
— Чудово, вас уже чекають. Залазьте швидше!
Ми не встигаємо залізти як починається обстріл стрибаємо у кузов, вантажівка різко звертає вбік, намагаючись втекти від вогню, але один із снарядів потрапляє в мотор. Машина перекидається, і все занурюється в темряву…
Також є безліч інших місій, таких як: десантна операція в атолі Макін, битва за Гуадалканал і відбиття атаки на аеропорт Хендерсон, політ на американському літаку і Битва за Тарава.

## Ігровий процес
Геймплей ігри представлений в жанрі тривимірного шутера з оглядом від першої особи. Гравцеві необхідно битися з ворогами, використовуючи вогнепальну зброю, досліджуючи невеликі локації і виконуючи прості і приховані цілі.
Однокористувацький режим являє собою просту сюжетну лінію з чітко обмеженими рамками проходження. Нововведенням однокористувацького режиму, є поява медика, який може вилікувати головного героя від 5 до 2 разів за місію (в залежності від рівня складності), однак інших морпіхів він може лікувати нескінченно!
Розрахована на багато користувачів гра надає гравцю можливість битися з реальними супротивниками на самостійно вибраних локаціях — картах — використовуючи з'єднання через Інтернет або локальну мережу. Серед нововведень багато режиму, є поява ігрового режиму «Вторгнення», де одна сторона виконує завдання із захоплення або знищення мети, а інша із захисту її.

### Зброя
| Вид зброї             | США                                   | Японія              |
| --------------------- | ------------------------------------- | ------------------- |
| Пістолети             | Colt M1911 Револьвер Веблі            | Намбу               |
| Пістолет-кулемети     | М1928 Томпсон Рейзінг М50             | Тип 100             |
| Гвинтівки             | M1 Гаранд М1 Карабін Спрінгфілд M1903 | Арисака Тип 44      |
| Снайперські гвинтівки | Спрінгфілд M1903 з ОП                 | Арисака Тип 97 з ОП |
| Автоматичні гвинтівки | BAR                                   | Тип 99              |
| Гранати               | осколкова граната Mk II               | Тип 97 (граната)    |
| Дробовики             | Рушниця Ремінгтон модель 11           |                     |

### Класи в мережевій грі
- «Штурмовик» («Хентай») — гравець, що вибрав цей клас може використовувати всі основні види озброєння від гвинтівки до дробовика, крім усього цього має у спорядженні 2 штурмові гранати та револьвер Веблі (Намбу).
- «Інженер» («Косакухей») — гравець, що вибрав цей клас може використовувати тільки автомат Томпсона, Рейзінг і Ремінгтон (Тип 100 і Тип 99), крім всього цього має у спорядженні 1 штурмову гранату, 3 міни, які може замаскувати в землі і може допомагати при знищенні вибухівкою якої-небудь мети. Також озброєний револьвером Веблі (Намбу).
- «Медик» («Кангохей») — гравець, що вибрав цей клас може використовувати тільки гвинтівки М1 Гаранд з багнетом, М1903 Спрінгфілд та М1 Карабін (Арисака, кавалерійський тип 44 з багнетом), крім усього цього має у спорядженні 1 штурмову гранату і 9 медпакет, які допомагають вилікувати і підняти на ноги поранених бійців. Також озброєний револьвером Веблі (Намбу).
- «Піднощика» («Сітухей») — гравець, що вибрав цей клас може використовувати всі зброї крім снайперської гвинтівки і Ремінгтона, крім усього цього має у спорядженні 1 штурмову гранату і 9 пачок з припасами, якими можна забезпечити патронами, гранатами та мінами гравців своєї команди. Також озброєний револьвером Веблі (Намбу).